# Дариганга
Дариганга (монг. Дарьганга) су источна Монголска подгрупа која углавном живи у Дари Ову и језеру Ганга, провинција Сукхбатар.
Народна Република Монголија је променила свој систем банера 1921. године. После многих реформи у монголској структури администрације.